# Ivana Dombková
Ivana Dombková (* 3. listopadu 1965 v Opavě) je česká architektka.

## Biografie
V roce 1990 absolvovala Fakultu architektury VUT v Brně. V roce 1992 začala spolupracovat s Rostislavem Černíkem, se kterým od roku 1997 fungují pod značkou Donlic. V roce 2012 ukončila se značkou Donlic spolupráci a založila značku ID arch.

## Realizované projekty, výběr
Od roku 1997 pracovala na těchto projektech:
- Vinotéka Wineshome na Starém městě (2008, Praha)[2]
- Palácový byt na Starém městě (2009, Praha)[3]
- Byt v Bílkově ulici (2009, Praha)[4][5]
- Byt v Kubelíkově ulici (2009, Praha)[6]
- Rodinný dům (2010, Olomouc)[7]
- Přestavba vily (2010, Praha)[8]
- Byty ve Slavíkově ulici (2010, Praha)[9][10]
- Rekonstrukce domu Na Hrubé skále (2010, Praha)[11]
- Rekonstrukce bytu v Pařížské ulici (2010, Praha)[12]
- Rodinný dům Na Krutci (2010, Praha)[13]
- Rodinný dům (2011, Opava)[14]
- Byt z ořechového dřeva (2011, Praha)[15]
- Byt v Pařížské ulici (2012, Praha)[16][17]
- Byt cizince (2012, Praha)[18]
- Dům (2012, Přerov)[19]
- Byt v Haštalské ulici (2012, Praha)[20]
- Byt pro workoholika (2012, Praha)[21]
- Rekonstrukce vily (2012, Praha)[22]
- Přestavba rodinného domu (2012, Opava)[23]
- Dům se čtyřmi byty a bazénem (2012, Praha)[24]
- Přestavba Okalu na předměstí (2012, Opava)[25]
- Manažerský byt (2012, Praha)[26]
- Byt v Kubelíkově ulici (2012, Praha)[27]
- Byt v Břevnově (2012, Praha)[28]
- Byt s výhledem na Karlův most a Pražský hrad (2013, Praha)[29]
- Byt pro cizince (2013, Praha)[30]
- Byt (2013, Liberec)[31]